# Vaccino a RNA
Un vaccino a RNA o vaccino a mRNA è un tipo di vaccino facente parte dei medicinali a RNA che agisce tramite inoculazione di frammenti di mRNA nelle cellule umane, le quali vengono indotte a produrre antigeni di organismi patogeni (ad esempio spike virali) o antigeni tumorali, che poi stimolano una risposta immunitaria adattativa.

## Storia
Nel 1987 Robert Malone, uno studente laureato presso il Salk Institute for Biological Studies di La Jolla, in California, dimostrò per la prima volta che la miscelazione dell'mRNA con goccioline di grasso poteva consentire alle cellule di produrre proteine. Successivamente, molti ricercatori hanno lottato per trovare la giusta strategia biochimica per sfruttare il potenziale dell'mRNA in un farmaco o in un vaccino, mentre altri hanno visto l'mRNA come troppo costoso e instabile
La produzione al di fuori di un organismo di RNA (in vitro) con successiva traduzione in un organismo (in vivo) è stata descritta per la prima volta nel 1990.
Nel 1994, l'RNA è stato utilizzato per la prima volta sui topi dal dott Malone
I vaccini a RNA sono in fase di studio sia per patogeni virali sia per un uso come vaccino antitumorale. Comirnaty è stato il primo vaccino ad RNA al mondo ad essere commercializzato e autorizzato per la vaccinazione umana. Dopo il trial di fase I, nel luglio 2023 è iniziato un trial di fase II, internazionale e multicentrico, per un vaccino a mRNA antigenico per il tumore al pancreas.
La paternità della tecnologia mRNA è al centro di un contenzioso fra Robert Malone e Katalin Karikó.

### Vaccini anti COVID-19
Nel dicembre 2020 due vaccini a mRNA per la COVID-19, MRNA-1273 di Moderna e BNT162b2 della partnership BioNTech-Pfizer, hanno ricevuto la Emergency use authorization (autorizzazione all'uso d'emergenza) dalla FDA statunitense.
Sempre nel dicembre 2020 è entrato in fase 3 sperimentazione il vaccino CVnCoV della tedesca CureVac.

## Farmacologia
La molecola di mRNA è solitamente contenuta in un mezzo per la somministrazione di farmaci, come le nanoparticelle lipidiche, per proteggere i fragili filamenti di mRNA e favorire la loro entrata nelle cellule umane.

### Vantaggi
I vantaggi dei vaccini a mRNA rispetto ai vaccini proteici tradizionali includono velocità e costi di produzione e l'induzione dell'immunità cellulare e dell'immunità umorale.
I vaccini ad mRNA possono essere aggiornati molto velocemente, consentendo quindi un aggiornamento in caso dell'insorgenza di nuove varianti. Albert Bourla, amministratore delegato di Pfizer ha affermato che probabilmente sarebbe necessario un vaccino anti Covid-19 riprogettato che prende di mira specificamente la variante Omicron e che la sua azienda potrebbe averne uno pronto per il lancio entro marzo.

### Svantaggi
La fragilità della molecola di mRNA richiede generalmente una conservazione a bassa temperatura tramite catena del freddo.

## Regolamentazione
Nell'Unione europea, i vaccini a mRNA contro le malattie infettive sono considerati medicinali biologici e più precisamente medicinali immunologici ai sensi della Direttiva consolidata 2001/83/CE.

## Ricerche in corso

### Vaccinoterapia umana
L'mRNA è utilizzabile anche per uso terapeutico. Uno studio sugli animali ha mostrato che la somministrazione di mRNA nanoincapsulato, che codifica per parti di un anticorpo anti-HIV ampiamente neutralizzante, proteggeva i topi immunizzati dall'esposizione all'HIV. I dati suggeriscono che l'uso di mRNA modificato con nucleosidi per l'immunoterapia passiva potrebbe essere utilizzato contro HIV, citomegalovirus (CMV), papillomavirus umano (HPV), ecc.

### Vaccinoterapia veterinaria
I vaccini a mRNA possono essere utilizzati anche in campo veterinario per prevenire malattie infettive degli animali. È stato possibile dimostrare che l'immunizzazione con mRNA trascritto in vitro nei topi ha indotto una protezione contro il virus dell'afta epizootica. Un vaccino a mRNA autoamplificante che codifica per la glicoproteina del virus della rabbia, ha indotto una risposta immunitaria nei topi e può essere utile nella prevenzione della rabbia nei cani. Un vaccino a mRNA modificato incapsulato che codifica i geni prM ed E del virus Powassan della zecca dei cervi (POWV) ha indotto una risposta immunitaria umorale non solo contro i ceppi POWV, ma anche contro quello correlato al Langat virus.
I vaccini a mRNA sono farmaci biomedici moderni che possono essere approvati solo dalla Commissione europea nell'UE e nello Spazio economico europeo insieme in un processo centralizzato coordinato dall'Agenzia europea per i medicinali (EMA). Due Stati membri hanno la responsabilità principale di tale procedura.